# Joël Bellec
Pour les articles homonymes, voir Bellec.
Joël Bellec, né le 26 avril 1908 à Landivisiau (Finistère) et décédé le 7 mars 1988 à Brest, est un évêque français, évêque de Saint-Jean-de-Maurienne puis de Perpignan.

## Biographie
Il est ordonné prêtre du diocèse de Quimper en 1931. Il enseigne à l'école Saint-Louis de Brest. En 1946, il est nommé supérieur du lycée Notre-Dame du Kreisker (Saint-Pol-de-Léon).
Il est nommé par Pie XII évêque de Saint-Jean-de-Maurienne le 2 mai 1956. Il reçoit la consécration épiscopale le 20 juin 1956 des mains d'André Fauvel alors évêque de Quimper et Léon. Il sera « mal accueilli par une partie du clergé » local qui rechigne à voir des non-savoyards se succéder à l'évêché depuis plusieurs années. 
Il est transféré par Jean XXIII vers le siège épiscopal de Perpignan le 15 juin 1960. Il se retire le 2 septembre 1971, ayant participé pendant cette période aux différentes sessions du concile Vatican II. Il dessert la paroisse de Château-l'Évêque avant de se retirer en 1983 dans son diocèse natal.